# Міжнародна студентська олімпіада з програмування

Логотип ACM ICPC

Міжнародна студентська олімпіада з програмування (в англійській прийняте скорочення ACM / ICPC або просто ICPC) — найбільша студентська командна  олімпіада з програмування.

## Правила
Змагання проходить між командами з трьох студентів. До участі допускаються студенти вищих навчальних закладів, а також аспіранти першого року навчання. Студенти які двічі брали участь у фінальній стадії олімпіади або п'ятикратно брали участь в регіональному відборі не допускаються до участі. Також є обмеження за віком: учасники старше 24 років не допускаються.
Тур олімпіади відбувається таким чином: кожній команді видається один комп'ютер і від восьми до дванадцяти завдань, умови яких написані англійською мовою. Змагання триває п'ять годин. Команди пишуть рішення на мовах програмування C, C++, Java, Python або Kotlin. Якщо програма видала неправильну відповідь або не вклалася в обмеження за часом або пам'яті, то команда отримує про це повідомлення. Завдання вважається рішеним, якщо програма видала правильні відповіді на всіх тестах. На відміну від інших олімпіад, часткові рішення не враховуються.
Перемагає команда, яка розв'язала найбільше число завдань. Якщо кілька команд вирішать однакову кількість задач, то їх місця визначаються штрафним часом.

## Історія
Конкурс бере початок з 1970 року. З 1977 по 2017 рік проводився під егідою організації ACM і був відомий під назвою ACM ICPC. 
Спочатку участь у конкурсі брали лише заклади з США, але згодом конкурс став міжнародним. Довгий час компанія IBM була титульнум спонсором конкурсу, проте з 2017 року ним стала компанія JetBrains.

## Переможці
Серед українських команд варто відзначити команду Львівського Національного Університету, яка у 2008 році завоювала першу золоту медаль для України.